# Pat Garret i Billy el Nen

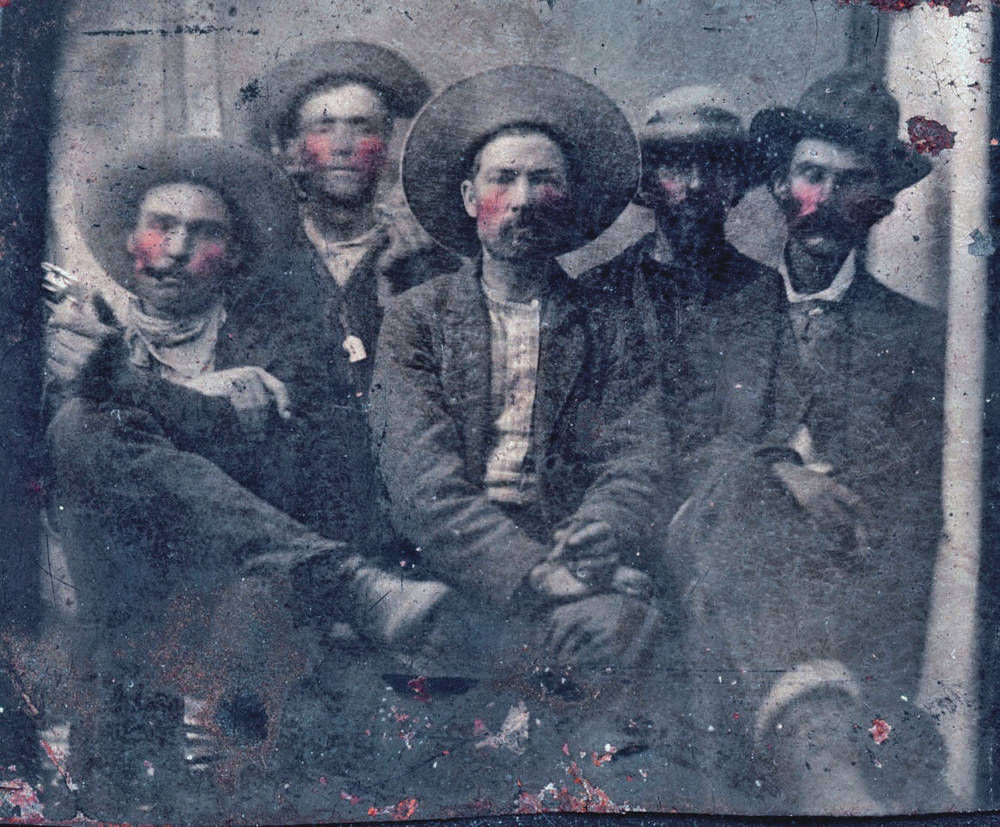
Fotografia dels autèntics Pat Garrett i Billy el Nen l'any 1880.

Pat Garret i Billy el Nen (títol original en anglès: Pat Garrett and Billy the Kid) és una pel·lícula estatunidenca dirigida per Sam Peckinpah, estrenada l'any 1973. La interpretació de Kris Kristofferson com a Billy el Nen va valer-li una nominació al BAFTA a l'actor revelació el 1974. Aquesta pel·lícula ha estat doblada al català.

## Argument
1881, Nou-Mèxic. A Fort Sumner, Pat Garrett ret visita al seu ancià company: Billy. Li anuncia que és el nou xèrif del comtat i li demana que fugi a Mèxic. Poc temps després, Billy i dos dels seus amics són assetjats en una cabana per Garrett i els seus homes. Billy, únic supervivent, es rendeix. Empresonat a Lincoln, no obstant això s'evadeix el dia de la seva execució. Garrett, per ordre del governador Wallace, surt en la seva persecució.

## Repartiment
- James Coburn: Pat Garrett
- Kris Kristofferson: Billy el Nen
- Jason Robards: el governador Lew Wallace
- Richard Jaeckel: el xèrif Kip Mc Kinney
- Katy Jurado: Mrs. Baker
- Chill Wills: Lemuel
- Bob Dylan: Alias
- R.G. Armstrong: Bob Ollinger
- John Beck: John W. Poe
- Matt Clark: J.W. Bell
- L.Q. Jones: Black Harris
- Jack Elam: Alamosa Bill
- Slim Pickens: el xèrif Baker
- Charles Martin Smith: Charlie Bowdre
- Harry Dean Stanton: Luke
- John Chandler: Norris
- Luke Askew: Eno
- Claudia Bryar: Mrs. Horrell
- Richard Bright: Holly
- Elisha Cook Jr.: Cody
- Rita Coolidge: Maria
- James Dodson: Lewellen Howland
- Emilio Fernandez: Paco
- Paul Fix: Pete Maxwell
- Jorge Russek: Silva
- Barry Sullivan: Chisum

## Al voltant de la pel·lícula
- La banda original de la pel·lícula ha estat dirigida per Bob Dylan. S'hi troba la seva cançó Knockin' on Heaven's Door, que més tard serà cantada per nombrosos artistes com Guns N'Roses i Avril Lavigne.[5]